# الکساندر سیدورنکو

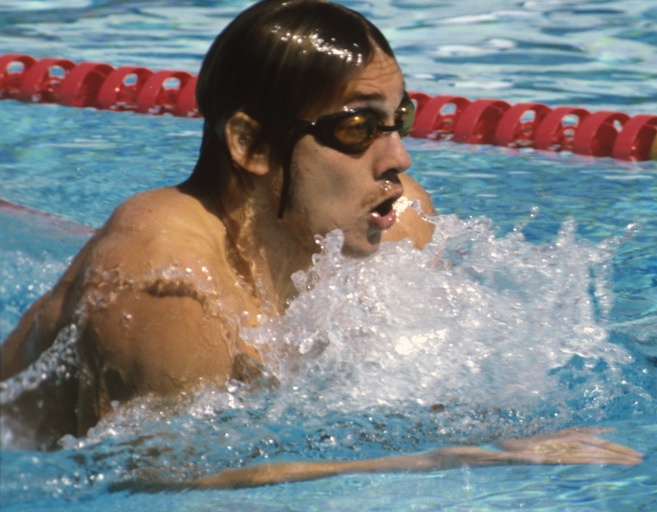
الکساندر سیدورنکو در سال ۱۹۸۰

الکساندر سیدورنکو (به انگلیسی: Oleksandr Sydorenko) (زادهٔ ۲۷ مهٔ ۱۹۶۰ - فوت شده ۲۰ فوریه ۲۰۲۲) شناگر اهل اوکراین بود.